# Дети в ожидании ёлки
«Дети в ожидании ёлки» — картина немецкого художника Фердинанда Хильдебрандта из собрания Государственного Эрмитажа.
На картине изображены дети, в ожидании замершие перед закрытой дверью, ведущей в комнату, где для них под ёлкой спрятаны рождественские подарки, а также молодая женщина с младенцем, разговаривающая с девочкой, которая указывает пальцем на закрытую дверь. Справа внизу подпись художника и дата: Th. Hildebrandt 1840.
Картина была заказана художнику великим князем Александром Николаевичем (будущим императором Александром II) при посещении дюссельдорфской мастерской Хильдебрандта в 1839 году и в следующем году была выставлена в Берлине на всеобщее обозрение, после чего отправлена в Санкт-Петербург, художник за неё получил 1500 талеров. Находилась в Гатчинском дворце; на современников она произвела благоприятное впечатление, так в «Художественной газете» было сказано: «Гильдебрандт окончил … картину, редкой роскошью красок и необыкновенным эффектом. Сюжет её: группа детей, стоящих перед отворённой дверью комнаты, в которой находятся назначенные им подарки».

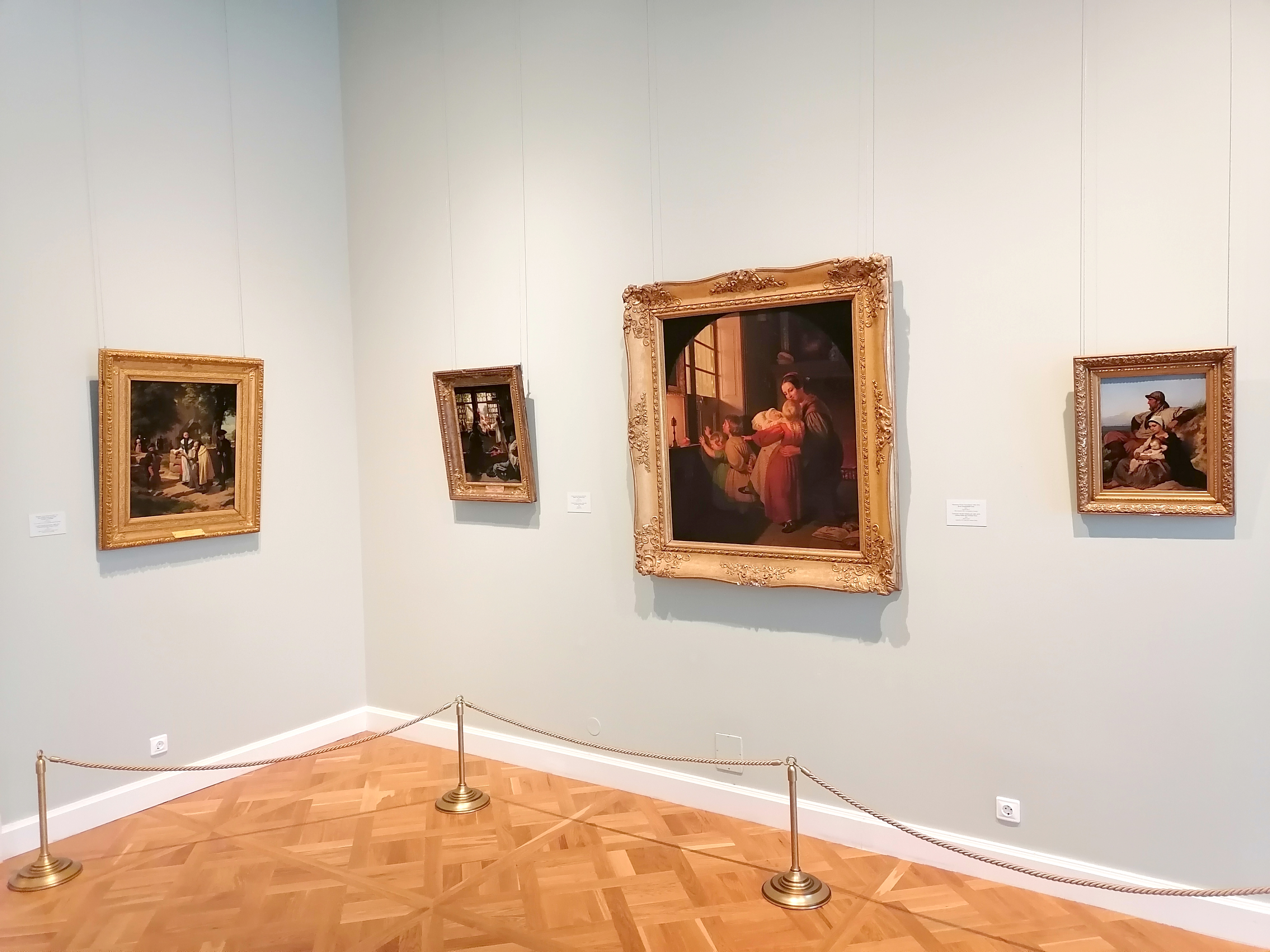
Картина в зале 342 здания Главного штаба

В конце 1920-х годов была изъята из Гатчинского дворца, предполагалась к продаже за границу и была передана в контору «Антиквариат», однако продажа не состоялась и в 1931 году картина была отправлена в Государственный Эрмитаж. С конца 2014 года выставляется в здании Главного Штаба в зале 342.